# 2025年の鉄道
2025年の鉄道（2025ねんのてつどう）は、2025年（令和7年）に起こった、あるいは予定される鉄道関係の出来事や予定をまとめたページである。
2024年の鉄道 - 2025年の鉄道 - 2026年の鉄道

## 出来事の一覧

### 1月
- 1月1日
  -  韓国鉄道公社
    - （延伸開業） 東海線 盈徳駅 - 三陟駅間（122.4km）[1]
    - （新駅開業） 寧海駅、コレブル駅、厚浦駅、平海駅、箕城駅、梅花駅、蔚珍駅、竹辺駅、興富駅、沃原駅、臨院駅、近徳駅

  -  杭州地下鉄
    - （延伸開業） 5号線 南湖東駅 - 金星駅間（2.0km）[2]。
    - （新駅開業） 南湖東駅
- 1月11日
  -  韓国鉄道公社
    - （再開業）郊外線 大谷駅 - 議政府駅（30.3km）[3]
    - （営業開始駅） 元陵駅、日迎駅、長興駅、松湫駅
- 1月19日
  -  大阪港トランスポートシステム・大阪市高速電気軌道 (Osaka Metro)
    - （開業） 北港テクノポート線（中央線） コスモスクエア駅 - 夢洲駅間 (3.2km)[4][5][6]
    - （新駅開業） 夢洲駅（北港テクノポート線〈中央線〉）

  -  神戸高速鉄道・阪神電気鉄道
    - （運賃改定） 運賃改定[7]。

  -  神戸電鉄
    - （運賃改定） 運賃改定[8]。

  -  山陽電気鉄道
    - （運賃改定） 運賃改定[9]。

  -  北京地下鉄
    - （新駅開業） 麗沢商務区駅（16号線）[10]

### 2月
- 2月1日
  -  広島電鉄
    - （運賃改定） 運賃改定[11]。

  -  沖縄都市モノレール
    - （運賃改定） 運賃改定[12]。

### 3月
- 3月1日
  -  三岐鉄道
    - （ICOCA導入） 北勢線 西桑名駅 - 阿下喜駅間[13]
- 3月15日
  -  北海道旅客鉄道（JR北海道）
    - （駅廃止） 雄信内駅・南幌延駅・抜海駅（宗谷本線）[14][15][16][17]、東滝川駅・東根室駅（根室本線）[18][19]
    - （列車廃止）特急「大雪」※快速列車に格下げ。

  -  東日本旅客鉄道（JR東日本）
    - （新駅開業） 上所駅（越後線 白山駅 - 新潟駅間）[20][21][22]
    - （列車廃止） 特急「はちおうじ」、特急「おうめ」
    - （Suica導入） 篠ノ井線 田沢駅 - 篠ノ井駅間、信越本線 篠ノ井駅 - 長野駅間、大糸線 北松本駅 - 穂高駅間（首都圏エリア）[23][24][25]

  -  東海旅客鉄道（JR東海）
    - （TOICA導入） 東海道本線（美濃赤坂線）大垣駅 - 美濃赤坂駅間、飯田線 豊川駅 - 本長篠駅間[26]

  -  西日本旅客鉄道（JR西日本）
    - （ICOCA導入） 山陰本線 鳥取駅 - 倉吉駅間[27][28]

  -  四国旅客鉄道（JR四国）
    - （列車廃止） 特急「むろと」

  -  九州旅客鉄道（JR九州）
    - （列車廃止） 特急「かわせみ やませみ」、特急「あそ」
    - （新駅開業） 仙巌園駅（日豊本線 竜ケ水駅 - 鹿児島駅間）[29][30]

  -  愛知環状鉄道
    - （運賃改定） 運賃改定[31]。
- 3月18日
  -  伊予鉄道
    - （ICOCA導入） 全線[32]

### 4月
- 4月1日
  -  京成電鉄・新京成電鉄
    - （吸収合併）[注 1][33][34]
    - （路線名改称）新京成線 → 松戸線[35]

  -  南海電気鉄道・泉北高速鉄道
    - （吸収合併）[注 2][36][37]
    - （路線名改称） 泉北高速鉄道線 → 泉北線[38]

### 6月
- 6月2日
  -  北京地下鉄
    - （駅営業休止） 八角遊楽園駅（1号線）[39]

- 6月28日
  -  仁川交通公社
    - （延伸開業） 1号線 黔丹湖水公園駅 - 桂陽駅間（6.7km）[40][41]
    - （新駅開業） 黔丹湖水公園駅、新黔丹中央駅、アラ駅

- -  モスクワ地下鉄
    - （路線廃止） モスクワモノレール チミリャーゼフスカヤ駅 - ウーリツァ・セルゲヤ・エンゼイシュテイナ駅間（-4.7km）

### 7月
- 7月1日
  -  九州旅客鉄道（JR九州）
    - （信号場廃止）里信号場[42]

### 8月
- 8月3日
  -  広島電鉄
    - （開業） 本線[43] 広島駅停留場 - 稲荷町停留場間（0.6km）
    - （開業） 皆実線[43] 稲荷町停留場 - 比治山下停留場間（0.6km）
    - （新駅開業） 松川町停留場（皆実線 稲荷町 - 比治山下間）[44]
    - （路線廃止）本線 （旧）広島駅停留場 - 的場町停留場間（0.5km）
    - （駅廃止） 猿猴橋町停留場（本線）[45]

## 予定事項

### 日時確定事項
- 10月1日
  -  東海旅客鉄道（JR東海）
    - （TOICA導入） 身延線 鰍沢口駅 - 甲府駅間[46][47]
    - （TOICA導入）高山本線 下呂駅、高山駅、飛騨古川駅[48]

  -  京阪電気鉄道
    - （運賃改定） 運賃改定[49][50]。

### 日時未定事項
- 秋
  -  近江鉄道
    - （ICOCA導入） 本線・多賀線・八日市線[51][52]

  -  西日本旅客鉄道（JR西日本）
    - （ICOCA導入） 氷見線 高岡駅 - 氷見駅間、城端線 高岡駅 - 城端駅間[53][54]

- 冬
  -  上毛電気鉄道
    - （PASMO導入） 上毛線[55]
- 年度内
  -  九州旅客鉄道（JR九州）
    - （SUGOCA導入） 大村線 ハウステンボス駅 - 竹松駅間[56]、日豊本線 日向新富駅[57]、日南線 青島駅 - 田吉駅間（既存のエリア）[57]

## 主なダイヤ改正

### 1月
- 1月11日
  - 宇都宮ライトレール[58]
  - 大阪市高速電気軌道（中央線）[59]
  - 近畿日本鉄道（けいはんな線）[60]
- 1月19日
  - 大阪市高速電気軌道（中央線）[注 3][59]

### 2月
- 2月1日
  - 岡山電気軌道[61]
- 2月2日
  - 沖縄都市モノレール[12]
- 2月3日
  - 東京都交通局（日暮里・舎人ライナー）[62]
  - 熊本電気鉄道[63]
- 2月22日
  - 京都市交通局[64]
  - 阪急電鉄（神戸線・宝塚線）[65]
  - 阪神電気鉄道[66]
  - 山陽電気鉄道[67]
  - 能勢電鉄[68]
  - 近畿日本鉄道（けいはんな線・生駒鋼索線・西信貴鋼索線を除く）[69]

### 3月
- 3月1日
  - 筑豊電気鉄道[70]
- 3月15日
  - JRグループ[71][72][73][74][75][76]
  - 道南いさりび鉄道[77]
  - 青い森鉄道[78]
  - IGRいわて銀河鉄道[79]
  - 秋田内陸縦貫鉄道[80]
  - 由利高原鉄道[81]
  - 仙台空港鉄道[82]
  - 山形鉄道[83]
  - 阿武隈急行[84]
  - 会津鉄道[85]
  - 野岩鉄道[86]
  - ひたちなか海浜鉄道[87]
  - 関東鉄道（常総線）[88]
  - 首都圏新都市鉄道[89]
  - 埼玉高速鉄道[90]
  - 秩父鉄道[91]
  - 東武鉄道（東上本線・鬼怒川線（特急のみ））[92]
  - 西武鉄道（多摩川線を除く）[93]
  - 小田急電鉄[94]
  - 京王電鉄[95]
  - 東急電鉄（田園都市線・こどもの国線・大井町線を除く）[96]
  - 相模鉄道[97]
  - 東京地下鉄（東西線・千代田線）[98]
  - 東京都交通局（浅草線を除く地下鉄線）[99]
  - 東京モノレール[100]
  - 東京臨海高速鉄道[101]
  - 千葉都市モノレール[102]
  - 東葉高速鉄道[103]
  - 横浜高速鉄道（みなとみらい線）[104]
  - 江ノ島電鉄[105]
  - 小田急箱根[106]
  - しなの鉄道[107]
  - 富士山麓電気鉄道[108]
  - 上田電鉄[109]
  - アルピコ交通[110]
  - 北越急行[111]
  - えちごトキめき鉄道[112]
  - あいの風とやま鉄道[113]
  - IRいしかわ鉄道[114]
  - ハピラインふくい[115]
  - えちぜん鉄道[116]
  - 伊豆急行[117]
  - 伊豆箱根鉄道[118]
  - 岳南電車[119]
  - 天竜浜名湖鉄道[120]
  - JR東海交通事業[121]
  - 愛知環状鉄道[122]
  - 名古屋臨海高速鉄道[123]
  - 明知鉄道[124]
  - 長良川鉄道[125]
  - 伊勢鉄道[126]
  - 京都丹後鉄道[127]
  - 神戸電鉄[128]
  - 神戸市交通局[129]
  - 智頭急行[130]
  - 若桜鉄道[131]
  - 水島臨海鉄道[132]
  - 井原鉄道[133]
  - 錦川鉄道[134]
  - 阿佐海岸鉄道[135]
  - 土佐くろしお鉄道[136]
  - 平成筑豊鉄道[137]
  - 福岡市交通局（七隈線を除く）[138]
  - 甘木鉄道[139]
  - 南阿蘇鉄道[140]
  - 肥薩おれんじ鉄道[141]
- 3月22日
  - 京阪電気鉄道（京阪線系統）[142]
  - 叡山電鉄[143]
- 3月24日
  - 広島電鉄[144]
- 3月29日
  - 静岡鉄道[145]
  - 名古屋市交通局（東山線）[146]

### 4月
- 4月1日
  - 山万[147]
  - 一畑電車[148]
- 4月2日
  - 大阪市高速電気軌道（中央線）[注 4][149]
  - 近畿日本鉄道（けいはんな線）[注 4][150]
- 4月5日
  - 熊本市交通局[151]
- 4月7日
  - 大井川鐵道[152]
- 4月15日
  - 富山地方鉄道（鉄道線）[153]

### 5月
- 5月1日
  - 札幌市交通事業振興公社[154]

### 6月
- 6月1日
  - 津軽鉄道[155]

### 7月
- 7月12日
  - 福井鉄道[156]
- 7月22日
  - 岡山電気軌道[157]

### 8月
- 8月3日
  - 広島電鉄[158]

### 日時確定事項

#### 9月
- 9月1日
  - 沖縄都市モノレール[159]
- 9月6日
  - 豊橋鉄道[160]
- 9月29日
  - 名古屋市交通局（名城線・名港線）[161]

#### 10月
- 10月26日
  - 京阪電気鉄道[162]

## 災害・不通・事故・事件など

### 4月
- 4月25日
  -  東日本旅客鉄道（JR東日本）
    - （運転再開） 奥羽本線 新庄駅 - 院内駅間[163]

### 8月
- 8月3日
  -  広島電鉄
    - （路線休止） 本線 的場町停留場 - 稲荷町停留場間
    - （路線休止） 皆実線 的場町停留場 - 比治山下停留場間

### 予定

#### 日時未定事項
- 年度内
  -  西日本旅客鉄道（JR西日本）
    - （運転再開） 山陰本線 人丸駅 - 滝部駅間[164]

## 鉄道車両

### 運転開始・運転終了・さよなら運転
- 1月13日
  -  一畑電車
    - （運転終了） 5000系（5010号車・5110号車）
- 1月29日
  -  東海旅客鉄道（JR東海）
    - （運転終了） 923形（ドクターイエロー）[165]
- 2月10日
  -  阪神電気鉄道
    - （運転終了） 5001形[166]
- 2月21日
  -  伊予鉄道
    - （運転開始） 7000系[167]
- 2月22日
  -  京成電鉄
    - （運転開始） 3200形（2代）[168]

  -  熊本市交通局
    - （運転終了） 5000形（5014号車）
- 2月24日
  -  阪急電鉄
    - （運転開始） 2000系（2代）[169]
- 2月28日
  -  京福電気鉄道
    - （運転開始） モボ1形[170]
- 3月2日
  -  西日本旅客鉄道（JR西日本）
    - （運転終了） 221系（播但線）
- 3月8日
  -  東武鉄道
    - （運転開始） 80000系（野田線）[171]
- 3月9日
  -  アルピコ交通
    - （定期運用終了） 3000形電車
- 3月11日
  -  一畑電車
    - （運転開始） 8000系[172][173]
- 3月14日
  -  北海道旅客鉄道（JR北海道）
    - （定期運用終了） キハ40系

  -  東日本旅客鉄道（JR東日本）
    - （定期運用終了） E217系

  -  東海旅客鉄道（JR東海）
    - （定期運用終了） 211系

  -  西日本旅客鉄道（JR西日本）
    - （定期運用終了） 201系[174]

  -  四国旅客鉄道（JR四国）
    - （定期運用終了） キハ185系「うずしお」
    - （運転終了） キハ32形（土讃線）

  -  日本貨物鉄道（JR貨物）
    - （定期運用終了） EF65形
    - （定期運用終了） EF81形
    - （定期運用終了） ED76形
- 3月18日
  -  四国旅客鉄道（JR四国）
    - （運転開始） 9000系
- 3月21日
  -  南海電気鉄道
    - （運転終了） 2200系（支線）
- 3月30日
  -  西日本旅客鉄道（JR西日本）
    - （運転終了） 287系「まほろば」
- 4月5日
  -  西日本旅客鉄道（JR西日本）
    - （運転開始） 683系「まほろば」
- 5月13日
  -  三岐鉄道
    - （運転開始）5000系[175][176]
- 5月18日
  -  広島高速交通
    - （運転終了） 6000系[177]
- 5月25日
  -  北陸鉄道
    - （運転終了） 8000系[178][179]
- 5月31日
  -  西武鉄道
    - （運転開始）8000系[180]
- 6月1日
  -  WILLER TRAINS（京都丹後鉄道）
    - （完全引退[注 5]） KTR001形[181]
- 6月18日
  -  東日本旅客鉄道（JR東日本）
    - （運用終了） 185系
- 6月21日
  -  西日本旅客鉄道（JR西日本）
    - （運用終了） 14系「サロンカーなにわ」
- 6月30日
  -  東日本旅客鉄道（JR東日本）
    - （運用終了） E26系[182][183]

  -  わたらせ渓谷鐵道
    - （運転終了） わ89-314形

  -  東海旅客鉄道（JR東海）
    - （定期運用終了） 311系[184]

  -  九州旅客鉄道（JR九州）
    - （運転終了） キハ47系（長崎本線）
- 7月1日
  -  九州旅客鉄道（JR九州）
    - （運転開始） YC1系（長崎本線）
- 7月2日
  -  東急電鉄
    - （運転開始） 6020系6050番台[185]
- 7月11日
  -  大阪モノレール
    - （運転終了） 1000系
- 7月12日
  -  東海旅客鉄道（JR東海）
    - （運転終了） 311系[184]
- 夏
  -  近江鉄道
    - （運転開始） 200形
- 9月14日
  -  流鉄
    - （運転終了） 5000形（5003編成「あかぎ」）[186]
- 11月
  -  大井川鐡道
    - （運転開始） 12系
- 秋
  -  東京臨海高速鉄道
    - （運転開始） 71-000形[187]
- 12月
  -  東日本旅客鉄道（JR東日本）
    - （運転開始） E131系（仙石線）
    - （運転開始） HB-E220系（八高線・東北本線・釜石線）[188]
- 年度内
  -  東京地下鉄
    - （運転終了） 8000系

  -  西武鉄道
    - （運転開始） 形式未定（山口線）[189]

  -  南海電気鉄道
    - （運転終了） 6000系[190]
    - （運転開始） 観光特急 2000系（高野線）[191]
- 未定
  -  西武鉄道
    - （運転開始） サステナ車両第2弾（元東急9000系） 形式未定[192]
    - （運転開始）サステナ車両第3弾（元東急9020系） 形式未定

  -  ひたちなか海浜鉄道
    - （運転開始） キハ100系[193]

  -  天竜浜名湖鉄道
    - （運転開始）形式未定[194]

### 新系列・新形式
- 四国旅客鉄道
  - 9000系
- 東武鉄道
  - 80000系
- 京成電鉄
  - 3200形（2代）
- 東京臨海高速鉄道
  - 71-000形
- 阪急電鉄
  - 2000系（2代）
- 京福電気鉄道
  - モボ1形
- 一畑電車
  - 8000系
- 伊予鉄道
  - 7000系

### 譲渡形式
- 三岐鉄道 ← 東海旅客鉄道
  - 5000系
- 西武鉄道 ← 小田急電鉄
  - 8000系

### 消滅形式
- 北海道旅客鉄道
  - キハ40系
- 東日本旅客鉄道
  - E217系
  - 185系
  - E26系
- 東海旅客鉄道
  - 923形
  - 211系
  - 311系
- 西日本旅客鉄道
  - 115系300番台
  - 201系
  - 12系
- 日本貨物鉄道
  - EF65形
  - EF81形
  - ED76形
- わたらせ渓谷鐵道
  - わ89-310形
- アルピコ交通
  - 3000形電車
- 北陸鉄道
  - 8000系
- 阪神電気鉄道
  - 5001形
- 大阪モノレール
  - 1000系
- WILLER TRAINS
  - KTR001形
- 広島高速交通
  - 6000系

### 受賞
- ブルーリボン賞 - JR西日本273系電車[195]
- ローレル賞 - 近鉄8A系電車、福岡市交通局4000系電車[195]

## その他
- 4月21日 - 鉄道雑誌『鉄道ジャーナル』（鉄道ジャーナル社編集・発行、成美堂出版発売、1967年創刊）がこの日刊行の6月号をもって休刊、58年の歴史に幕[196][197]。